# جمهوری اسلامی (روزنامه)
جمهوری اسلامی روزنامه‌ای سیاسی، اجتماعی، اقتصادی و فرهنگی است که در ایران منتشر می‌شود. انتشار این روزنامه در اوایل پیروزی انقلاب ۱۳۵۷ ایران تحت مدیریت میرحسین موسوی، نخست‌وزیر پیشین، آغاز شد و نخستین شمارۀ آن در ۹ خرداد ۱۳۵۸ انتشار یافت. این روزنامه در دوران احمدی نژاد و دوران رئیسی مکرراً سرمقاله‌های انتقادی نسبت به سیاست‌های دولت، به قلم مدیر مسئول نوشته است. و همچنین رویکردهای سنی‌ستیزی دارد

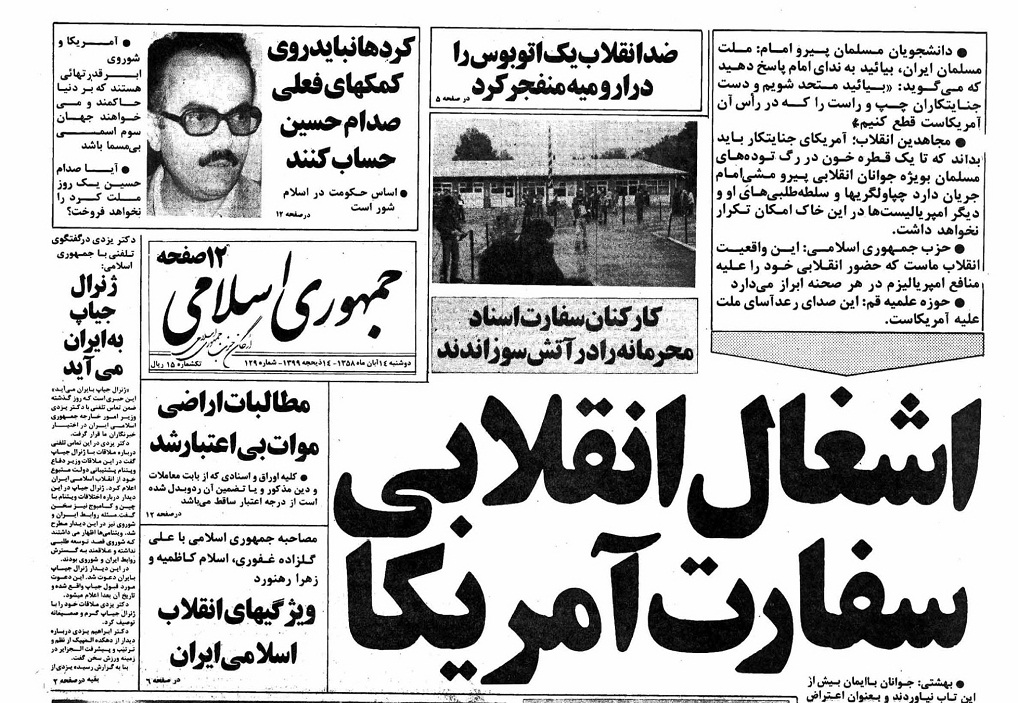
تیتر روزنامه جمهوری اسلامی در ۵ نوامبر ۱۹۷۹

## پیشینه
حزب جمهوری اسلامی تشکلی سیاسی بود که بیشتر روحانیون و مقام‌های بلندپایه نظام اسلامی از جمله سید محمد بهشتی، سید علی خامنه‌ای، سید عبدالکریم موسوی اردبیلی، اکبر هاشمی رفسنجانی، و محمدجواد باهنر در آن عضویت داشتند و در اوایل دهه ۱۳۶۰ ارکان قدرت در نظام جمهوری اسلامی را زیر کنترل خود درآوردند. با وجود منحل شدن این حزب در سال ۱۳۶۶ به دلیل اختلاف‌های داخلی و به دستور سید روح‌الله خمینی، ارگان آن یعنی روزنامه جمهوری اسلامی به انتشار خود زیر سرپرستی مسیح مهاجری و با مدیرمسئولی علی خامنه‌ای، رئیس‌جمهور وقت ادامه داد.
صاحب امتیاز این روزنامه از آغاز انتشار، سید علی خامنه‌ای بوده‌است. پس از رسیدن وی به رهبری، به پیشنهاد مسیح مهاجری، «برای آنکه اشتباهات روزنامه به نام رهبری تمام نشود» نام سید علی خامنه‌ای از شناسنامۀ نسخه کاغذی حذف شد.

## نشان‌واره
طرح نشان‌وارۀ روزنامۀ جمهوری اسلامی، قطره خونی است که میرحسین موسوی در زمان فعالیت در روزنامه و به یاد کشته‌شدگان حادثۀ بمب‌گذاری در دفتر حزب جمهوری اسلامی در ۷ تیر ۱۳۶۰ پیشنهاد داد.